# Raúl Martinez (pilote)
Pour les articles homonymes, voir Raúl Martínez et Martínez.
Alejandro Raúl Martinez, né le 23 avril 1983 à Villa Regina dans la province de Río Negro, est un pilote de rallyes argentin.

## Biographie
Ce pilote a débuté sur deux-roues, dès l'âge de 13 ans en 1996, plus particulièrement en catégorie enduro, dont il rejoint les championnats en 1997 (Enduro et Super Enduro).
En 2001, à 18 ans, il débute en rallyes, sur Fiat 147, puis Volkswagen Gol 1.6, et enfin Renault Clio Williams.
Il reste producteur-exportateur de pommes et de poires à Villa Regina.

## Palmarès
- 4e du championnat d'Argentine de motocross: 1998;
- Champion d'Argentine d'enduro motocycliste: 1999;
- Vice-champion d'Argentine des rallyes en classe A7 (et champion de zone): 2002 (sur Renault Clio);
- Vice-champion d'Argentine des rallyes en classe légère N4 (et champion de zone): 2004 (sur Mitsubishi Lancer Evo VIII du team Raies Competición);
- Champion d'Amérique du Sud des Rallyes (CODASUR): 2010 (copilote son compatriote Javier Sebastian Montero), sur Subaru Impreza STI, du Gr.N4 (Patagonia Racing Team);
- Champion d'Amérique du Sud des rallyes (Codasur): 2009 (copilote J.Montero), sur Subaru Impreza STI, du Gr.N4 (PRT);
- Champion de Patagonie: 2008 (mais aussi de classe N3, sur Super Rally);
- Vice-champion d'Amérique du Sud des rallyes (Codasur): 2005 (copilote R. Amelio Ortiz), sur Subaru Impreza STI, du Gr.N4 (PRT);
- 5e au classement général du championnat national en 2008.

### Épreuves notables
- 2e du rallye Tour de la Manzana en 2011 (championnat d'Argentine, copilote Fernando Musaro, sur Volkswagen Gol Trend MR) (et 1er de classe A7 en 2003, sur Subaru Impreza WRX);
- 2e du rallye Région Junín en 2010 (championnat du Pérou);
- 2e du rallye Internacional de Curitiba en 2009 (championnat du Brésil, et Codasur);
- 2e du rallye Santiago del Chile en 2005 (championnat du Chili, et Codasur);
- 3e du rallye de Punta del Este en 2009 (championnat d'Uruguay, et Codasur);
- 4e du championnat d'Amérique du Sud des rallyes (Codasur) en 2009;
- 13e du rallye d'Argentine en 2009 (WRC -Subaru Impreza STi du team Barattero) (15e en 2004, et 20e en 2007).